# 東白鬚公園
東白鬚公園（ひがししらひげこうえん）は、東京都墨田区堤通二丁目にある東京都立の公園である。隅田川に沿う南北に細長い公園である。

## 防災拠点
江東地区防災拠点の指定を受けている白鬚東地区内に位置し、災害時用の各種設備が設置されている。
公園は団地と隅田川とに囲まれていて、住宅地の大規模火災時に火の手から守られるように想定されている。東白鬚公園を含む防災拠点の設置は東京都市計画事業白鬚東地区第一種市街地再開発事業によって行われた。
また、隅田川を挟んだ対岸には白鬚西地区市街地再開発事業によって整備された、同じく江東地区防災拠点の指定を受けている汐入公園があり、水神大橋によって繋がれている。
白鬚東地区には他にも、災害医療センターとしての機能を持つ東京都リハビリテーション病院や、災害時に巨大な防火壁となる変形構造を持つ都営白鬚東アパート（白鬚防災団地）などの防災施設が集中的に建てられている。

## 主な施設
以下公式サイトによる
- サービスセンター : 各施設を管理運営する
  - 開所時間 : 8時30分 - 17時30分
  - 住所 : 〒131-0034 墨田区堤通2-2-1
- シンボルタワー : 江戸時代の火消の纏（まとい）を模したオブジェ
- テニスコート : 全天候型4面
- 小野球場 : 2面

## 近隣施設
- 東京都下水道局施設
- 墨田区立桜堤中学校
- 梅若橋コミュニティ会館
- シルバープラザ梅若
- 木母寺
- 隅田川神社

## アクセス
- 東武スカイツリーライン
  - 「鐘ヶ淵駅」下車 徒歩7分[1]
- 区内循環バス「すみだ百景 すみまるくん・すみりんちゃん」北西部ルート（鐘ヶ淵駅前にもバス停あり。片側方向のみの循環運転のため注意。）
  - 「シルバープラザ梅若」、「隅田川神社・木母寺入口」、「榎本武揚像入口」の各バス停